# 古代社会 (书籍)
《古代社会》（英語：Ancient Society），是美国人类学學者路易斯·亨利·摩尔根在历经40年的研究、考察、搜集资料後而写出的一部巨著。在这部著作中，摩尔根根据对美洲各地印第安人的考察，同时对古代希腊、罗马历史的研究，以及亚洲、欧洲、澳洲部落制度的了解分析，证明了氏族是原始社会的基本组织；确定了人类社会最初都是母权制的，从母权制转为父权制是一个历史发展的过程；说明了家族随着社会发展而演进，从血缘家族、群婚家族、对偶家族、父权家族、到单偶家族，是以经济条件为基础的。該书亦是世界上第一部系统地分析人类社会发展的著作，对后来许多研究提供了详实的材料和观点。

## 內容
本书共分四编，第一编《通过发明及发现而来的理智的发展》，对整个人类的发展进行概述；第二编《政府观念的发展》，通过对美洲印第安人、希腊、罗马、澳洲土著希伯来人、苏格兰克兰、爱尔兰萨卜特等氏族制度的分析，阐明人类社会结构的发展历程；第三编《家族观念的发展》，通过分析印第安人、夏威夷人、希腊人、罗马人、阿拉伯人、南印度人的家族亲属制度，说明家族制度的发展进程；第四编《财产观念的发达》，分析了财产观念的出现和发展，“从野蛮时代的零点出发，现在则变成支配着文明种族的心灵的主要热望了”。